# 南森特纳里乌
南森特纳里乌是巴西巴拉那州的一个市镇。总面积371.835平方公里，总人口11515人，人口密度31人/平方公里。